# Chersomanes albofasciata
Chersomanes albofasciata là một loài chim trong họ Alaudidae.

### Phân loài
Hiện tại người ta công nhận 10 phân loài: Trước đây thì sơn ca Beesley cũng được coi là một phân loài của sơn ca gót nhọn.
- Sơn ca mỏ dài hung Benguella (C. a. obscurata Hartert, 1907): Tìm thấy ở tây nam và trung Angola.
- Sơn ca mỏ dài hung Ovampo (C. a. erikssoni (Hartert, 1907)): Tìm thấy ở bắc Namibia.
- C. a. kalahariae (Ogilvie-Grant, 1912): Ban đầu được mô tả là loài tách biệt trong chi Certhilauda. Tìm thấy ở nam và tây Botswana, bắc Nam Phi.
- C. a. boweni (Meyer de Schauensee, 1931): Tìm thấy ở tây bắc Namibia.
- Sơn ca mỏ dài hung Damara (C. a. arenaria (Reichenow, 1904)): Tìm thấy ở nam Namibia và tây nam Nam Phi.
- C. a. barlowi White, CMN, 1961: Tìm thấy ở đông Botswana.
- C. a. alticola Roberts, 1932: Tìm thấy ở đông bắc Nam Phi.
- Sơn ca mỏ dài hung (C. a. albofasciata (Lafresnaye, 1836)): Tìm thấy từ đông nam Botswana tới trung Nam Phi.
- C. a. garrula (Smith, A, 1846): Ban đầu được mô tả là loài tách biệt trong chi Certhilauda. Tìm thấy ở tây nam Nam Phi.
- C. a. macdonaldi (Winterbottom, 1958): Tìm thấy ở nam Nam Phi.

## Thư viện ảnh

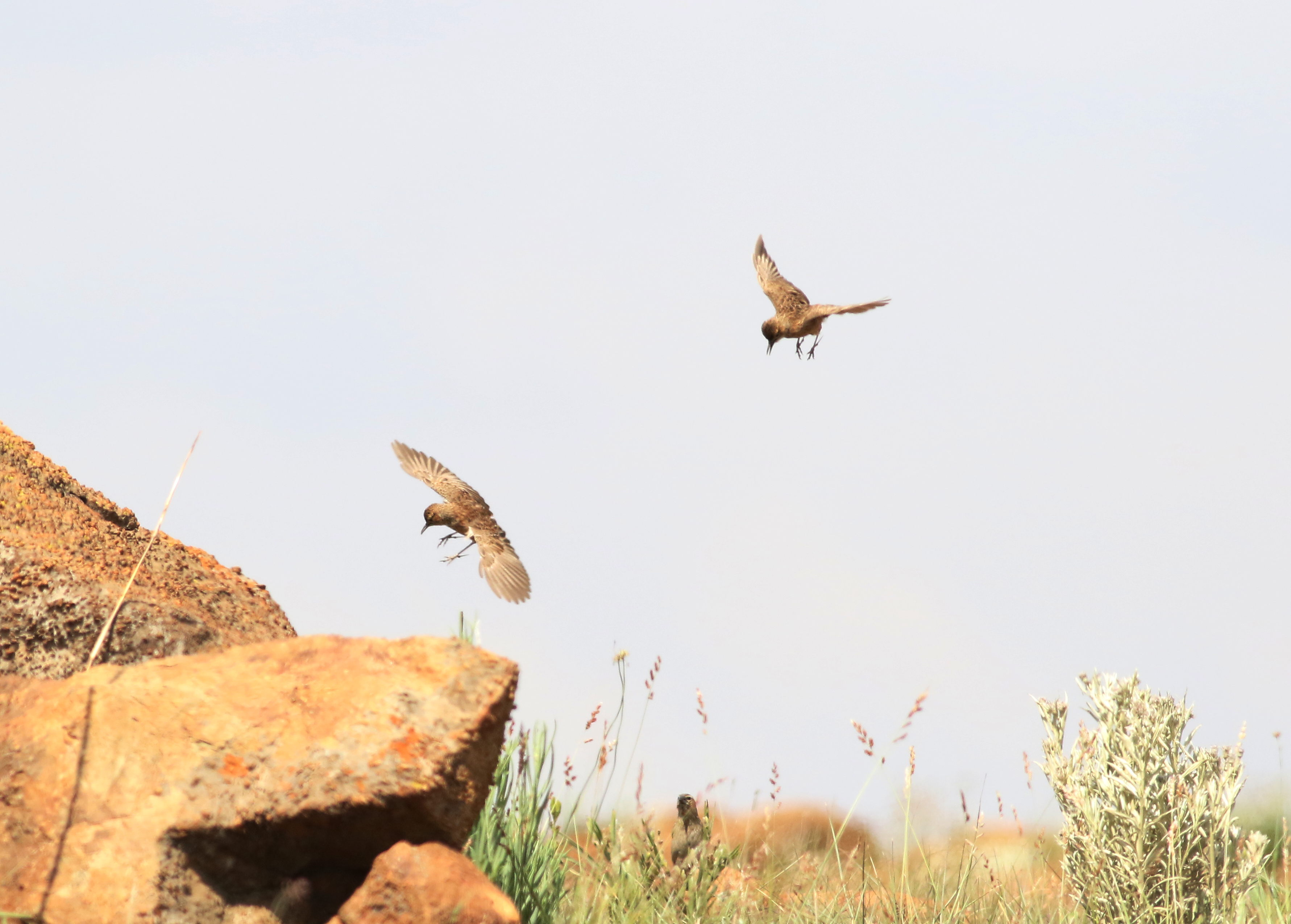
Một đôi đang bay.
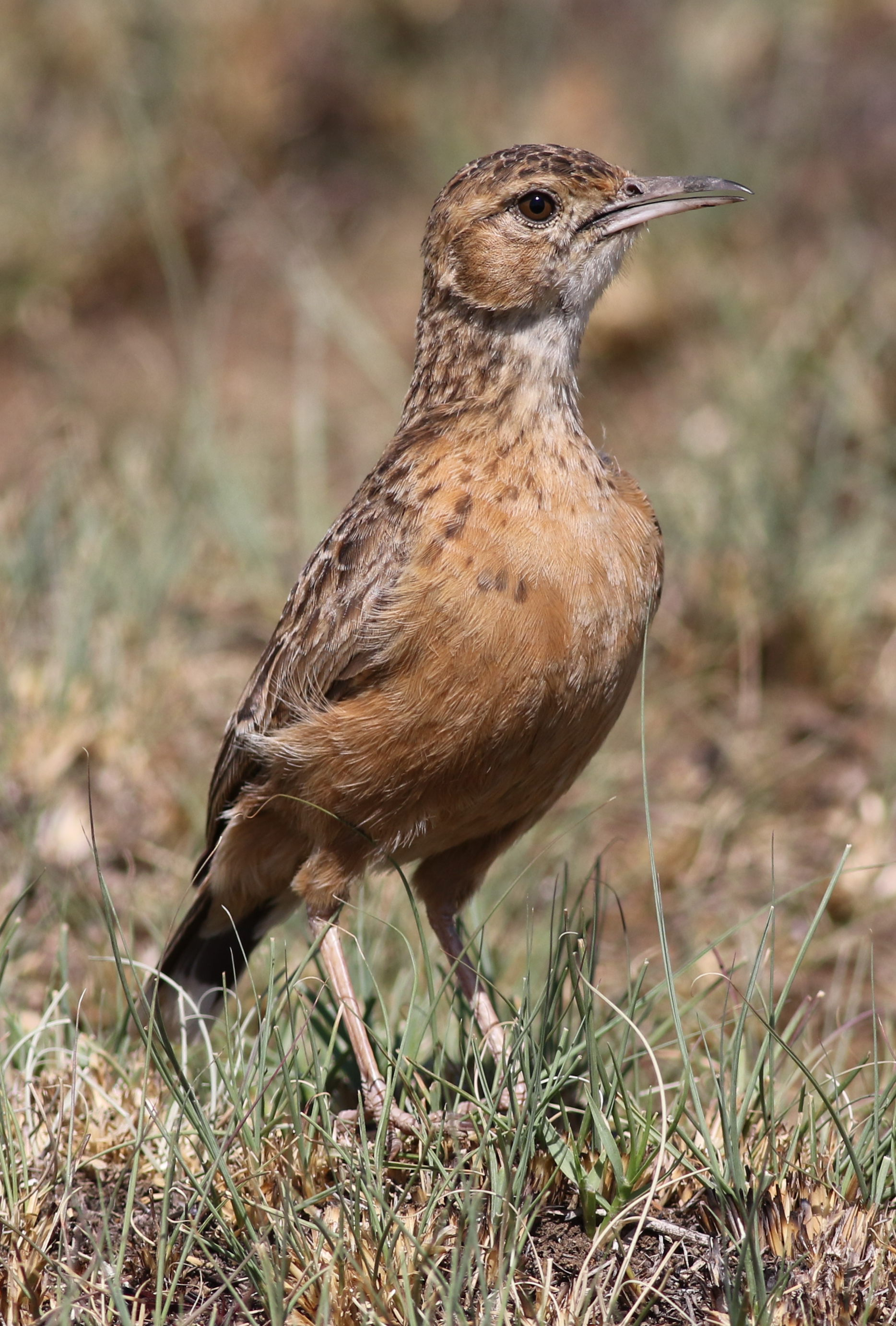
C. albofasciata alticola tại Suikerbosrand, Gauteng
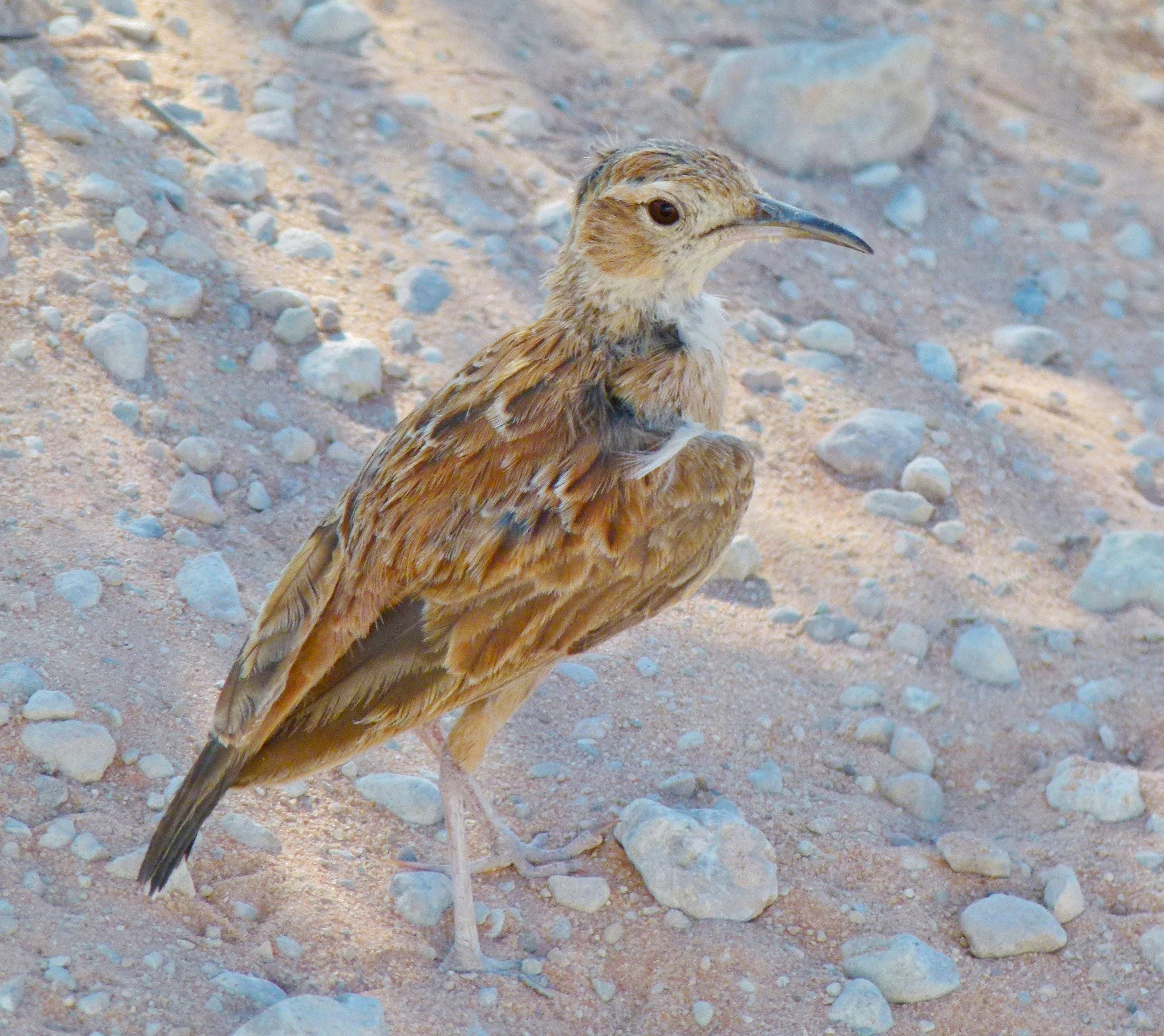
C. a. kalahariae tại Vườn liên biên giới Kgalagadi